# Ботанический сад (Руан)
Ботанический сад Руана (фр. Jardin des plantes de Rouen) — ботанический сад, расположенный во французском городе Руане, к югу от реки Сены. Сад открыт для свободного посещения.
Живые коллекции сада содержат 5600 видов растений, размещённых на площади 10 га, из которых 8,5 га доступны для широкой публики. Сад обладает уникальной коллекцией фуксий, которая насчитывает 991 вид и сорт; этот коллекционный фонд во Франции удостоен статуса «Национальной коллекции».

## Описание сада
Большая перспектива парка проходит от Большой теплицы вплоть до площади place des Martyrs-de-la-Résistance. На одной из сторон центральной аллеи устроена крупная цветочная композиция в форме бабочки.
Павильон был построен в начале XVIII века и вплоть до настоящего времени в нём устраиваются временные экспозиции.
Строительство оранжереи было завершено в 1896 году.
В розарии, занимающем площадь 670 м², проводятся исследования разнообразных подвидов роз, а также их демонстрация публике. В частности, здесь представлены сорта роз, полученные нормандскими садовниками.
Центральная теплица ботанического сада построена в 1839—1842 годах в начале центральной аллеи, и в 1975 году классифицирована как национальный исторический памятник. В 1999 году её реставрировали. В западной части парка расположены тропические оранжереи (1936—1938), а также семь теплиц (1883—1884), в числе которых оранжерея с пальмовыми.

### Коллекции растений
В коллекции руанского ботанического сада представлены розы, георгины, фуксии (свыше 1000 таксонов), рододендроны, ирисы и лилейники, разнообразные лекарственные и ароматические растения.

### Птичник
В птичнике ботанического сада можно наблюдать волнистых попугаев, расписных перепелов, золотых фазанов и др.